# (15093) Lestermackey
(15093) Lestermackey est un astéroïde de la ceinture principale.

## Description
(15093) Lestermackey est un astéroïde de la ceinture principale. Il fut découvert le 4 octobre 1999 à Socorro (Nouveau-Mexique) par le projet LINEAR. Il présente une orbite caractérisée par un demi-grand axe de 2,33 UA, une excentricité de 0,16 et une inclinaison de 3,3° par rapport à l'écliptique.

## Compléments